# Lijst van Nederlandse deelnemers aan de Paralympische Winterspelen 2010
Deze lijst van Nederlandse deelnemers aan de Paralympische Winterspelen 2010 in Vancouver. geeft een overzicht van de sporters die zich hebben gekwalificeerd voor de Spelen.
| Paralympiër               | Sport       | Onderdeel                                                                  | Ervaring |
| ------------------------- | ----------- | -------------------------------------------------------------------------- | -------- |
| Kees-Jan van der Klooster | Alpineskiën | Reuzenslalom Klasse Zittend Afdaling Klasse Zittend Super G Klasse Zittend | Debutant |